# Kraiburg am Inn
Kraiburg am Inn är en köping (Markt) i Landkreis Mühldorf am Inn i Regierungsbezirk Oberbayern i förbundslandet Bayern i Tyskland.
Köpingen ingår i kommunalförbundet Kraiburg am Inn tillsammans med kommunerna Jettenbach och Taufkirchen.